# Segunda Categoría de Azuay 2021
El Campeonato Provincial de Fútbol de Segunda Categoría de Azuay 2021 fue un torneo de fútbol en Ecuador en el cual compitieron equipos de la provincia de Azuay. El torneo fue organizado por la Asociación de Fútbol Profesional del Azuay (AFA) y avalado por la Federación Ecuatoriana de Fútbol. El torneo inició el 21 de mayo y finalizó el 7 de agosto. Participaron 11 clubes de fútbol y entregó cuatro cupos a los play-offs del Ascenso Nacional 2021 por el ascenso a la Serie B, además el campeón provincial clasificó a la Copa Ecuador 2022.

## Sistema de campeonato
El sistema determinado por la Asociación de Fútbol Profesional del Azuay fue el siguiente:
- Primera fase: Los 11 equipos fueron divididos en dos grupos, uno de cinco y otro de seis equipos, jugaron todos contra todos ida y vuelta (10 fechas), los dos primeros de cada grupo avanzaron a la siguiente etapa y clasificaron a los play-offs del Ascenso Nacional 2021.[8]

- Fase final: Los 4 equipos clasificados de la etapa anterior se enfrentaron entre sí en play-offs eliminatorios para determinar al campeón y subcampeón del torneo, el orden de las semifinales fue: 1.° grupo A vs. 2.° grupo B y 1.° grupo B vs. 2.° grupo A.[8][9]

## Equipos participantes
| Equipos participantes                    | Equipos participantes | Equipos participantes             |
| ---------------------------------------- | --------------------- | --------------------------------- |
|                                          |                       |                                   |
| Equipo                                   | Ciudad                | Estadio                           |
| Aviced Fútbol Club                       | Cuenca                | Estadio Alejandro Serrano Aguilar |
| Círculo Cruz del Vado Social y Deportivo | Cuenca                | Estadio Alejandro Serrano Aguilar |
| Club Deportivo Gloria                    | Cuenca                | Estadio La Gloria                 |
| Club Sociedad Deportiva El Cuartel       | Paute                 | Estadio Eduardo Crespo Malo       |
| Club Deportivo Estrella Roja             | Cuenca                | Estadio Alejandro Serrano Aguilar |
| Club Deportivo Baldor Bermeo Cabrera     | Ponce Enríquez        | Estadio Alejandro Serrano Aguilar |
| Cuenca Fútbol Club                       | Cuenca                | Estadio Alejandro Serrano Aguilar |
| Club Social Deportivo Tecni Club         | Cuenca                | Estadio Valeriano Gavinelli       |
| Club Deportivo San Pedro del Pongo       | Girón                 | Estadio Rosa de Gómez             |
| Paute Fútbol Club                        | Paute                 | Estadio Eduardo Crespo Malo       |
| Club Deportivo Estudiantes               | Cuenca                | Estadio Alejandro Serrano Aguilar |

## Equipos por cantón
| Cantón         | N.º | Equipos                                                                                           |
| -------------- | --- | ------------------------------------------------------------------------------------------------- |
| Cuenca         | 7   | - Aviced F. C. - Estudiantes - Gloria - Estrella Roja - Cuenca F. C. - Cruz del Vado - Tecni Club |
| Paute          | 2   | - El Cuartel - Paute F. C.                                                                        |
| Ponce Enríquez | 1   | - Baldor Bermeo Cabrera                                                                           |
| Girón          | 1   | - San Pedro del Pongo                                                                             |

## Primera fase

### Grupo A

#### Clasificación
| Pos. | Equipo                | Pts. | PJ | G | E | P | GF | GC | Dif. |  |
| ---- | --------------------- | ---- | -- | - | - | - | -- | -- | ---- |  |
| 1    | Aviced F. C.          | 22   | 9  | 7 | 1 | 1 | 20 | 10 | +10  |  |
| 2    | Gloria                | 19   | 10 | 6 | 1 | 3 | 12 | 7  | +5   |  |
| 3    | Baldor Bermeo Cabrera | 18   | 10 | 5 | 3 | 2 | 23 | 8  | +15  |  |
| 4    | Paute F. C.           | 11   | 9  | 3 | 2 | 4 | 18 | 16 | +2   |  |
| 5    | Tecni Club            | 9    | 9  | 3 | 0 | 6 | 14 | 24 | −10  |  |
| 6    | El Cuartel            | 1    | 9  | 0 | 1 | 8 | 6  | 28 | −22  |  |

 Fuente: Aso Azuay, @AscensoEcuador, La Trinqa
Criterios de clasificación: 1) Puntos; 2) Diferencia de goles; 3) Goles marcados; 4) Goles de visitante
|  | Clasificados a la fase final y a los play-offs de Segunda Categoría 2021. |

#### Evolución de la clasificación
| Equipo / Jornada      | 01 | 02 | 03 | 04 | 05 | 06 | 07 | 08 | 09 | 10 |
| --------------------- | -- | -- | -- | -- | -- | -- | -- | -- | -- | -- |
| Aviced F. C.          | 2  | 1  | 4  | 2  | 1  | 1  | 1  | 1  | 1  | 1  |
| Gloria                | 4  | 5  | 3  | 1  | 3  | 4  | 3  | 3  | 3  | 2  |
| Baldor Bermeo Cabrera | 5  | 2  | 1  | 3  | 2  | 2  | 2  | 2  | 2  | 3  |
| Paute F. C.           | 1  | 3  | 5  | 5  | 4  | 3  | 4  | 4  | 4  | 4  |
| Tecni Club            | 3  | 4  | 2  | 4  | 5  | 5  | 5  | 5  | 5  | 5  |
| El Cuartel            | 6  | 6  | 6  | 6  | 6  | 6  | 6  | 6  | 6  | 6  |

#### Resultados
- Los horarios corresponden al huso horario de Ecuador: (UTC-5).

| Gloria     | 1 - 2 | Aviced F. C.          | Patamarca           | 21 de mayo | 15:00 |
| Tecni Club | 1 - 0 | Baldor Bermeo Cabrera | Complejo Huizhil    | 22 de mayo | 14:00 |
| El Cuartel | 0 - 3 | Paute F. C.           | Eduardo Crespo Malo | 23 de mayo | 10:00 |

| Paute F. C.  | 0 - 3 | Baldor Bermeo Cabrera | Eduardo Crespo Malo | 28 de mayo | 15:30 |
| Aviced F. C. | 2 - 1 | Tecni Club            | Eduardo Crespo Malo | 29 de mayo | 09:30 |
| El Cuartel   | 0 - 1 | Gloria                | Patamarca           | 30 de mayo | 09:30 |

| Tecni Club            | 3 - 0 | El Cuartel   | Patamarca           | 5 de junio | 09:30 |
| Baldor Bermeo Cabrera | 3 - 0 | Aviced F. C. | Patamarca           | 5 de junio | 14:30 |
| Gloria                | 1 - 0 | Paute F. C.  | Eduardo Crespo Malo | 6 de junio | 09:30 |

| El Cuartel  | 0 - 0 | Baldor Bermeo Cabrera | Patamarca           | 12 de junio | 15:00 |
| Gloria      | 2 - 1 | Tecni Club            | Eduardo Crespo Malo | 13 de junio | 10:00 |
| Paute F. C. | 0 - 2 | Aviced F. C.          | Eduardo Crespo Malo | 13 de junio | 15:00 |

| Tecni Club            | 3 - 7 | Paute F. C. | Victoria del Portete | 19 de junio | 15:00 |
| Aviced F. C.          | 7 - 2 | El Cuartel  | Eduardo Crespo Malo  | 20 de junio | 10:00 |
| Baldor Bermeo Cabrera | 2 - 0 | Gloria      | Eduardo Crespo Malo  | 20 de junio | 15:00 |

| Aviced F. C.          | 1 - 0 | Gloria     | Patamarca           | 25 de junio | 15:30 |
| Paute F. C.           | 4 - 1 | El Cuartel | Eduardo Crespo Malo | 26 de junio | 10:00 |
| Baldor Bermeo Cabrera | 8 - 1 | Tecni Club | Eduardo Crespo Malo | 26 de junio | 15:00 |

| Gloria                | 3 - 0 | El Cuartel   | Patamarca           | 2 de julio | 15:00 |
| Tecni Club            | 0 - 1 | Aviced F. C. | Rosa de Gómez       | 3 de julio | 15:00 |
| Baldor Bermeo Cabrera | 2 - 2 | Paute F. C.  | Eduardo Crespo Malo | 4 de julio | 15:00 |

| El Cuartel   | 2 - 4 | Tecni Club            | Valeriano Gavinelli | 9 de julio  | 19:00 |
| Paute F. C.  | 1 - 1 | Gloria                | Eduardo Crespo Malo | 10 de julio | 11:00 |
| Aviced F. C. | 2 - 2 | Baldor Bermeo Cabrera | Eduardo Crespo Malo | 11 de julio | 15:00 |

| Tecni Club            | 0 - 2 | Gloria      | Valeriano Gavinelli | 16 de julio | 19:00 |
| Aviced F. C.          | 3 - 1 | Paute F. C. | Eduardo Crespo Malo | 17 de julio | 10:00 |
| Baldor Bermeo Cabrera | 3 - 1 | El Cuartel  | Eduardo Crespo Malo | 17 de julio | 15:00 |

| Gloria      | 1 - 0 | Baldor Bermeo Cabrera | Eduardo Crespo Malo | 24 de julio    | 15:00          |
| Paute F. C. | -     | Tecni Club            | No se programó      | No se programó | No se programó |
| El Cuartel  | -     | Aviced F. C.          | No se programó      | No se programó | No se programó |

#### Tabla de resultados cruzados
| Local \ Visitante     | BBC | GLO | AVI | PAU | CUA | TEC |
| --------------------- | --- | --- | --- | --- | --- | --- |
| Baldor Bermeo Cabrera | —   | 2–0 | 3–0 | 2–2 | 3–1 | 8–1 |
| Gloria                | 1–0 | —   | 1–2 | 1–0 | 3–0 | 2–1 |
| Aviced F. C.          | 2–2 | 1–0 | —   | 3–1 | 7–2 | 2–1 |
| Paute F. C.           | 0–3 | 1–1 | 0–2 | —   | 4–1 | —   |
| El Cuartel            | 0–0 | 0–1 | —   | 0–3 | —   | 2–4 |
| Tecni Club            | 1–0 | 0–2 | 0–1 | 3–7 | 3–0 | —   |

### Grupo B

#### Clasificación
| Pos. | Equipo              | Pts. | PJ | G | E | P | GF | GC | Dif. |  |
| ---- | ------------------- | ---- | -- | - | - | - | -- | -- | ---- |  |
| 1    | Estudiantes         | 24   | 8  | 8 | 0 | 0 | 22 | 2  | +20  |  |
| 2    | Cuenca F. C.        | 16   | 8  | 5 | 1 | 2 | 12 | 6  | +6   |  |
| 3    | Cruz del Vado       | 7    | 8  | 2 | 1 | 5 | 8  | 16 | −8   |  |
| 4    | San Pedro del Pongo | 4    | 7  | 1 | 1 | 5 | 5  | 13 | −8   |  |
| 5    | Estrella Roja       | 4    | 7  | 1 | 1 | 5 | 7  | 17 | −10  |  |

 Fuente: Aso Azuay, @AscensoEcuador, La Trinqa
Criterios de clasificación: 1) Puntos; 2) Diferencia de goles; 3) Goles marcados; 4) Goles de visitante
|  | Clasificados a la fase final y a los play-offs de Segunda Categoría 2021. |

#### Evolución de la clasificación
| Equipo / Jornada    | 01 | 02 | 03 | 04 | 05 | 06 | 07 | 08 | 09 | 10 |
| ------------------- | -- | -- | -- | -- | -- | -- | -- | -- | -- | -- |
| Estudiantes         | 1  | 2  | 1  | 1  | 1  | 1  | 1  | 1  | 1  | 1  |
| Cuenca F. C.        | 2  | 1  | 2  | 2  | 2  | 2  | 2  | 2  | 2  | 2  |
| Cruz del Vado       | 4  | 5  | 3  | 4  | 4  | 5  | 5  | 3  | 3  | 3  |
| San Pedro del Pongo | 5  | 3  | 4  | 3  | 5  | 4  | 3  | 5  | 4  | 4  |
| Estrella Roja       | 3  | 4  | 5  | 5  | 3  | 3  | 4  | 4  | 5  | 5  |

#### Resultados
- Los horarios corresponden al huso horario de Ecuador: (UTC-5).

| Cuenca F. C.  | 2 - 0         | San Pedro del Pongo | Complejo Huizhil    | 22 de mayo    | 10:00         |
| Cruz del Vado | 0 - 2         | Estudiantes         | Eduardo Crespo Malo | 23 de mayo    | 14:00         |
| Libre:        | Estrella Roja | Estrella Roja       | Estrella Roja       | Estrella Roja | Estrella Roja |

| Estrella Roja       | 2 - 2       | Cuenca F. C.  | Eduardo Crespo Malo | 29 de mayo  | 14:30       |
| San Pedro del Pongo | 2 - 1       | Cruz del Vado | Patamarca           | 30 de mayo  | 14:30       |
| Libre:              | Estudiantes | Estudiantes   | Estudiantes         | Estudiantes | Estudiantes |

| Estudiantes   | 3 - 0        | San Pedro del Pongo | Complejo Huizhil    | 4 de junio   | 12:30        |
| Cruz del Vado | 2 - 1        | Estrella Roja       | Eduardo Crespo Malo | 6 de junio   | 14:30        |
| Libre:        | Cuenca F. C. | Cuenca F. C.        | Cuenca F. C.        | Cuenca F. C. | Cuenca F. C. |

| Cuenca F. C.  | 3 - 0               | Cruz del Vado       | Patamarca           | 11 de junio         | 14:30               |
| Estrella Roja | 0 - 6               | Estudiantes         | Patamarca           | 12 de junio         | 10:00               |
| Libre:        | San Pedro del Pongo | San Pedro del Pongo | San Pedro del Pongo | San Pedro del Pongo | San Pedro del Pongo |

| Estudiantes         | 2 - 1         | Cuenca F. C.  | Victoria del Portete | 18 de junio   | 12:00         |
| San Pedro del Pongo | 1 - 2         | Estrella Roja | Victoria del Portete | 19 de junio   | 10:00         |
| Libre:              | Cruz del Vado | Cruz del Vado | Cruz del Vado        | Cruz del Vado | Cruz del Vado |

| Estudiantes         | 4 - 1         | Cruz del Vado | Huizhil              | 25 de junio   | 11:30         |
| San Pedro del Pongo | 0 - 1         | Cuenca F. C.  | Victoria del Portete | 27 de junio   | 12:00         |
| Libre:              | Estrella Roja | Estrella Roja | Estrella Roja        | Estrella Roja | Estrella Roja |

| Cruz del Vado | 2 - 2       | San Pedro del Pongo | Rosa de Gómez       | 3 de julio  | 10:00       |
| Cuenca F. C.  | 2 - 1       | Estrella Roja       | Eduardo Crespo Malo | 4 de julio  | 10:00       |
| Libre:        | Estudiantes | Estudiantes         | Estudiantes         | Estudiantes | Estudiantes |

| Estrella Roja       | 1 - 2        | Cruz del Vado | Huizhil             | 9 de julio   | 12:00        |
| San Pedro del Pongo | 0 - 2        | Estudiantes   | Eduardo Crespo Malo | 11 de julio  | 10:00        |
| Libre:              | Cuenca F. C. | Cuenca F. C.  | Cuenca F. C.        | Cuenca F. C. | Cuenca F. C. |

| Cruz del Vado | 0 - 1               | Cuenca F. C.        | Patamarca           | 16 de julio         | 14:00               |
| Estudiantes   | 2 - 0               | Estrella Roja       | Huizhil             | 17 de julio         | 12:00               |
| Libre:        | San Pedro del Pongo | San Pedro del Pongo | San Pedro del Pongo | San Pedro del Pongo | San Pedro del Pongo |

| Cuenca F. C.  | 0 - 1         | Estudiantes         | Alejandro Serrano Aguilar | 25 de julio    | 10:00          |
| Estrella Roja | -             | San Pedro del Pongo | No se programó            | No se programó | No se programó |
| Libre:        | Cruz del Vado | Cruz del Vado       | Cruz del Vado             | Cruz del Vado  | Cruz del Vado  |

#### Tabla de resultados cruzados
| Local \ Visitante   | EST | VAD | CUE | ROJ | PON |
| ------------------- | --- | --- | --- | --- | --- |
| Estudiantes         | —   | 4–1 | 2–1 | 2–0 | 3–0 |
| Cruz del Vado       | 0–2 | —   | 0–1 | 2–1 | 2–2 |
| Cuenca F. C.        | 0–1 | 3–0 | —   | 2–1 | 2–0 |
| Estrella Roja       | 0–6 | 1–2 | 2–2 | —   | —   |
| San Pedro del Pongo | 0–2 | 2–1 | 0–1 | 1–2 | —   |

## Fase final

### Cuadro
|  | Semifinales               | Semifinales               | Semifinales               |             |              | Final        | Final       | Final       |  |
|  | 31 de julio y 1 de agosto | 31 de julio y 1 de agosto | 31 de julio y 1 de agosto |             |              | 7 de agosto  | 7 de agosto | 7 de agosto |  |
|  |                           |                           |                           |             |              |              |             |             |  |
|  |                           |                           |                           |             |              |              |             |             |  |
|  | Aviced F. C.              | Aviced F. C.              | 1                         |             |              |              |             |             |  |
|  | Aviced F. C.              | Aviced F. C.              | 1                         |             |              |              |             |             |  |
|  | Cuenca F. C.              | Cuenca F. C.              | 2                         |             |              |              |             |             |  |
|  | Cuenca F. C.              | Cuenca F. C.              | 2                         |             | Cuenca F. C. | Cuenca F. C. | 1           |             |  |
|  |                           |                           |                           |             | Cuenca F. C. | Cuenca F. C. | 1           |             |  |
|  |                           |                           | Estudiantes               | Estudiantes | 2            |              |             |             |  |
|  | Estudiantes               | Estudiantes               | Estudiantes               | Estudiantes | 2            | 3            |             |             |  |
|  | Estudiantes               | Estudiantes               |                           |             |              | 3            |             |             |  |
|  | Gloria                    | Gloria                    | 0                         |             |              |              |             |             |  |
|  | Gloria                    | Gloria                    | 0                         |             |              |              |             |             |  |
|  |                           |                           |                           |             |              |              |             |             |  |

### Semifinales
| Fecha              | Lugar  | Local        |                             | Resultado |                             | Visitante    |
| ------------------ | ------ | ------------ | --------------------------- | --------- | --------------------------- | ------------ |
| 1 de agosto, 15:00 | Cuenca | Aviced F. C. | Bandera de Cuenca (Ecuador) | 1 – 2     | Bandera de Cuenca (Ecuador) | Cuenca F. C. |
| 31 de julio, 15:00 | Cuenca | Estudiantes  | Bandera de Cuenca (Ecuador) | 3 – 0     | Bandera de Cuenca (Ecuador) | Gloria       |

### Partido por el tercer puesto
| Fecha              | Lugar | Local        |                             | Resultado |                             | Visitante |
| ------------------ | ----- | ------------ | --------------------------- | --------- | --------------------------- | --------- |
| 6 de agosto, 15:00 | Paute | Aviced F. C. | Bandera de Cuenca (Ecuador) | 2 – 0     | Bandera de Cuenca (Ecuador) | Gloria    |

### Final
| Fecha              | Lugar  | Local        |                             | Resultado |                             | Visitante   |
| ------------------ | ------ | ------------ | --------------------------- | --------- | --------------------------- | ----------- |
| 7 de agosto, 10:30 | Cuenca | Cuenca F. C. | Bandera de Cuenca (Ecuador) | 1 – 2     | Bandera de Cuenca (Ecuador) | Estudiantes |

| Bandera de Cuenca (Ecuador) |
| Campeón Club Deportivo Estudiantes 5.° título Clasificado a los play-offs de la Segunda Categoría 2021 y a la Copa Ecuador 2022. |
| También clasificó Cuenca Fútbol Club como subcampeón, Aviced Fútbol Club como tercer puesto y el Club Gloria como cuarto puesto. |

## Tabla general
| Pos. | Equipo                | Pro.  | Pts. | PJ | G  | E | P | GF | GC | Dif. |
| ---- | --------------------- | ----- | ---- | -- | -- | - | - | -- | -- | ---- |
| 1.°  | Estudiantes (C)       | 3.000 | 30   | 10 | 10 | 0 | 0 | 27 | 3  | +24  |
| 2.°  | Cuenca F. C.          | 1.900 | 19   | 10 | 6  | 1 | 3 | 15 | 9  | +6   |
| 3.°  | Aviced F. C.          | 2.273 | 25   | 11 | 8  | 1 | 2 | 23 | 12 | +11  |
| 4.°  | Gloria                | 1.583 | 19   | 12 | 6  | 1 | 5 | 12 | 12 | 0    |
| 5.°  | Baldor Bermeo Cabrera | 1.800 | 18   | 10 | 5  | 3 | 2 | 23 | 8  | +15  |
| 6.°  | Paute F. C.           | 1.222 | 11   | 9  | 3  | 2 | 4 | 18 | 16 | +2   |
| 7.°  | Tecni Club            | 1.000 | 9    | 9  | 3  | 0 | 6 | 14 | 24 | −10  |
| 8.°  | Cruz del Vado         | 0.875 | 7    | 8  | 2  | 1 | 5 | 8  | 16 | −8   |
| 9.°  | San Pedro del Pongo   | 0.571 | 4    | 7  | 1  | 1 | 5 | 5  | 13 | −8   |
| 10.° | Estrella Roja         | 0.571 | 4    | 7  | 1  | 1 | 5 | 7  | 17 | −10  |
| 11.° | El Cuartel            | 0.111 | 1    | 9  | 0  | 1 | 8 | 6  | 28 | −22  |

Reglas de clasificación: 1) Promedio; 2) Diferencia de goles; 3) Goles marcados; 4) Goles de visitante.

## Goleadores
| Pos. | Jugador          | Equipo                | Goles |
| ---- | ---------------- | --------------------- | ----- |
| 1    | Juan Govea       | Estudiantes           | 9     |
| 2    | Freddy Araujo    | Aviced F. C.          | 6     |
| 3    | Borguen Pesántez | Baldor Bermeo Cabrera | 6     |
| 4    | Aaron Toaquiza   | Paute F. C.           | 5     |
| 5    | Kevin Fernández  | Estudiantes           | 5     |